# Juan Puig Elías
Juan Puig Elías, en catalán Joan Puig i Elías (Sallent, 30 de julio de 1898 - Porto Alegre, 5 de septiembre de 1972) fue un pedagogo anarquista español. A lo largo de la guerra civil española fue presidente del Consejo de la Escuela Nueva Unificada de Cataluña y Subsecretario de Instrucción Pública y de Sanidad.

## Biografía
Afiliado a la Confederación Nacional del Trabajo desde muy joven, consiguió el título de Maestro en 1919 y desarrolló el modelo de la Escuela Moderna de Francisco Ferrer Guardia trabajando, desde el 1921, en la Escuela Natura de El Clot de Barcelona. Su pedagogía no educaba solo la razón sino también los sentimientos en contacto constante con la Naturaleza.
"El paidocentrismo, la observación de la naturaleza y la curiosidad como motor del aprendizaje" pretendían ser las bases de la enseñanza en la Escuela Natura
En el 1936 Puig Elías participó en el congreso confederal de Zaragoza de la CNT como delegado del sindicato de Profesiones liberales
Al estallar de la guerra civil y de la revolución en 1936 fue presidente del Consejo de la Escuela Nueva Unificada (CENU, en catalán Consell de l'Escola Nova Unificada) que extendió la pedagogía laica y libertaria a toda la Cataluña, organizó una campaña contra el analfabetismo y en cinco meses abrió un centenar de nuevos grupos escolares con más de 60.000 niños. La enseñanza era en el idioma materno del niño (castellano o catalán) hasta la primaria. Después de las jornadas de mayo de 1937 fue nombrado subsecretario de Instrucción Pública y de Sanidad en 1938,con el ministro Segundo Blanco (también de la CNT).
En 1939 se exilió a Francia, donde luchó en la Resistencia, formando parte del Batallón Libertad. En congreso de Toulouse del MLE-CNT fue nombrado encargado de Organización. En 1952 se embarcó para Brasil, vivió en Porto Alegre donde publicó su libro El hombre, el medio y la sociedad. Los factores determinantes de la conducta del individuo (1970)